# 巴哈杜尔甘杰
巴哈杜尔甘杰（Bahadurganj），是印度北方邦Ghazipur县的一个城镇。总人口16177（2001年）。

## 人口
该地2001年总人口16177人，其中男性8294人，女性7883人；0—6岁人口3282人，其中男1667人，女1615人；识字率55.16%，其中男性为63.85%，女性为46.01%。